# جون موريس (كاهن كاثوليكي)
جون موريس (بالإنجليزية: John Baptist Morris)‏ هو كاهن كاثوليكي أمريكي، ولد في 29 يونيو 1866 في هيندرسونفيل في الولايات المتحدة، وتوفي في 22 أكتوبر 1946 في ليتل روك في الولايات المتحدة.